# Valle Avellana
Valle Avellana este o arie protejată (arie specială de conservare — SAC, sit de importanță comunitară — SCI) din Italia întinsă pe o suprafață de 1.729 ha, integral pe uscat.

## Localizare
Centrul sitului Valle Avellana este situat la coordonatele 43°50′12″N 12°32′10″E / 43.836667°N 12.536111°E.

## Înființare
Situl Valle Avellana a fost declarat sit de importanță comunitară în iunie 1995 pentru a proteja 1 specie de plante și 14 specii de animale. Situl a fost protejat și ca arie specială de conservare în decembrie 2016.

## Biodiversitate
Situată în ecoregiunea continentală, aria protejată conține 6 habitate naturale: Pseudostepă cu ierburi și specii anuale de Thero-Brachypodietea, Pajiști uscate seminaturale și facies de acoperire cu tufișuri pe substraturi calcaroase (Festuco-Brometalia) (* situri importante pentru orhidee), Galerii de Salix alba și de Populus alba, Păduri de stejar alb estice, Râuri cu maluri nămoloase cu vegetație de Chenopodion rubri p.p. și Bidention p.p., Liziere de ierburi înalte hidrofile de câmpie și de nivel montan până la alpin.
La baza desemnării sitului se află mai multe specii protejate:
- plante (1): Himantoglossum adriaticum
- păsări (13): cucuvea (Athene noctua), șorecarul comun (Buteo buteo), erete vânăt (Circus cyaneus), erete cenușiu (Circus pygargus), cioară neagră (Corvus corone), presură de grădină (Emberiza hortulana), vânturel roșu (Falco tinnunculus), rândunică (Hirundo rustica), sfrâncioc roșiatic (Lanius collurio), sfrâncioc cu cap roșu (Lanius senator), ploier auriu (Pluvialis apricaria), graur (Sturnus vulgaris), strigă (Tyto alba)
- nevertebrate (1): croitorul mare al stejarului (Cerambyx cerdo)

Pe lângă speciile protejate, pe teritoriul sitului au mai fost identificate 2 specii de plante, 4 specii de păsări, 1 specie de mamifere.